# Quincy (Florida)
Quincy è un comune degli Stati Uniti d'America, situato in Florida, nella contea di Gadsden, della quale è il capoluogo. È famosa per essere la città con il Pil pro capite più alto, avendo 67 milionari.